# Iglesia matriz

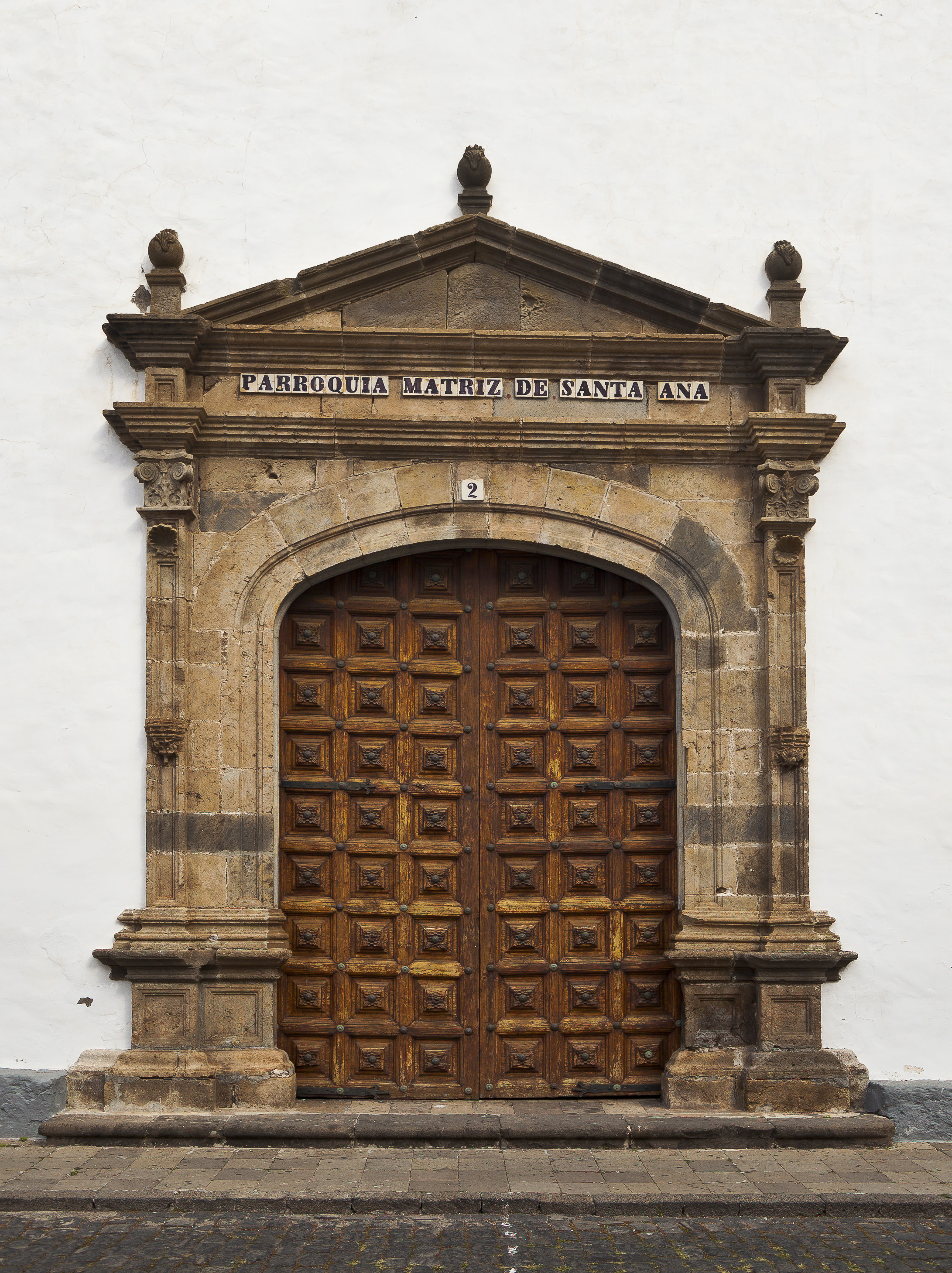
Portada de la iglesia matriz de Santa Ana en Garachico, Tenerife, España.

Esencialmente, en sus orígenes, una iglesia matriz era una iglesia catedral de la que se han derivado otras, según el capítulo Venerabili de verb.: 

"Ibi per matricem, ecclesiam cathedralem intelligi volumus".

Y en un sentido más amplio y genérico, es toda Iglesia que tiene otras bajo su dependencia:

"Quasi aliarum aedicularum et capellarum mater."

En la cristianidad, el término iglesia matriz se usa en tres formas.
- La primera, como título de distinción para iglesias establecidas originalmente como primera misión de una región. Bajo esas circunstancias es considerada la iglesia matriz de todo el sur de Sudamérica: Venezuela, Bolivia, Argentina, Paraguay, Uruguay y Chile.

- En segundo lugar, es un título de distinción de importancia jerárquica. Por ejemplo, en la Iglesia católica la iglesia matriz mundial ecuménica es la Basílica de San Juan de Letrán (en italiano Basilica di San Giovanni in Laterano) — iglesia catedral de Roma y sede del Papa (oficialmente en latín Archibasilica Sanctissimi Salvatoris, la más antigua y única catedral en Roma) de las cuatro mayores basílicas de Roma. Similarmente, la iglesia de un obispo: sede episcopal, es considerada la iglesia matriz de una diócesis. La Catedral del Santo Nombre de Chicago, Illinois cae bajo esta categoría. Mientras no sea la primera catedral católica de la ciudad, se hace iglesia matriz por la presencia de la cathedra episcopal.Esta forma de distinción basada en la importancia jerárquica es usualmente usada por la Iglesia Católica, y, a veces, por las iglesias anglicanas de la Comunión anglicana, mientras muchas denominaciones protestantes tienden a referirse usando el título en otra manera. Una excepción notable es la primera Iglesia de Cristo Científico en Boston, Massachusetts, comúnmente llamada "Iglesia Matriz".

- La tercera variante de uso se relaciona con las iglesias de varias órdenes religiosas, órdenes reales u órdenes cívicas. Por ejemplo, la Capilla de la Virgen de la Calle (w:en) es la iglesia matriz de la Provincia Eclesiástica de Chicago de la Sociedad de Jesús: principal iglesia de los Jesuitas en esa particular provincia que incluye Illinois, Indiana, Kentucky y Ohio. En la misma escala, la Iglesia del Gesù (o de Jesús) en Roma es la iglesia matriz de todas las iglesias jesuíticas del mundo, y también es la iglesia del ordinario superior general.